# Angmering
Angemering è un villaggio posto a circa 6 km da Littlehampton e Worthing nella contea del West Sussex. Si trova vicino al mare, infatti il Canale della Manica dista solo 3 km.

## Panoramica
La parrocchia civile si estende per circa 10 km di lunghezza e 3 di larghezza, le origini del villaggio sono remote e risalgono all'Età del bronzo, nella zona si trovano anche i resti di una villa romana.
Ad Angmering si trova una chiesa del XII secolo, intitolata a St. Mary, che è stata ampiamente ristrutturata nel 1852 da Samuel Senders Teulon (2 marzo 1812-2 maggio 1873) e di nuovo nel 2009.
Poco distante dal villaggio si trova Highdown Hill una collina che porta resti risalenti all'Età del bronzo e in cui oggi si trovano dei vigneti racchiusi entro gli Highdown Gardens ricavati da un'antica cava di gesso. Tutta questa zona è sotto la protezione del National Trust for Places of Historic Interest or Natural Beauty.
Ad Angmering nacque Tom Olliver (1812-7 gennaio 1874), un fantino ed allenatore di cavalli da corsa che vinse il Grand National nel 1842, 1843 e 1852.

## Etimologia
Il nome del villaggio deriva dal sassone e significa "i seguaci o i dipendenti di Angenmaer".

## Monumenti e luoghi d'interese
- Chiesa di Santa Margherita

## Gemellaggio
Angmering è gemellato con Ouistreham nella regione del Calvados in Francia.
- Ouistreham  Francia